# Un marziano di nome Ennio
Un marziano di nome Ennio è un film italiano del 2021 scritto e diretto da Davide Cavuti.

## Trama
Il film è ispirato alla vita dello sceneggiatore e scrittore Ennio Flaiano.
Nel lungometraggio, sono narrati i suoi rapporti con i registi Federico Fellini, Alessandro Blasetti, la sua opera teatrale Un marziano a Roma messa in scena con Vittorio Gassman, i suoi grandi capolavori realizzati con Federico Fellini e alcuni aspetti della sua vita personale. La figura di Flaiano viene raccontata attraverso le parole di alcuni dei grandi personaggi della sua epoca che lo hanno frequentato; il film si conclude con le sue frasi che lo hanno reso celebre, i famosi aforismi.

## Produzione
Il film, prodotto da MuTeArt Film e da Fondazione Pescarabruzzo, è stato realizzato con la collaborazione del Centro sperimentale di cinematografia di Roma.
Le riprese sono avvenute tra Roma, Pescara e Fregene.

## Distribuzione
Il film è stato presentato all'Italian Pavillion alla 78ª Mostra internazionale d'arte cinematografica di Venezia.
A dicembre 2021, è stato proiettato in anteprima alla Camera dei deputati, nella sala conferenze di Palazzo Theodoli-Bianchelli, su invito dell'Intergruppo parlamentare Cinema e Arti dello Spettacolo.
Il 6 marzo 2022 è stato proiettato al Teatro Massimo di Pescara, città natale di Ennio Flaiano.

## Riconoscimenti
- Nastro d'argento
  - 2022 - Nastri d'argento (finalista nella sezione film-documentari[6])
- Premio Flaiano
  - 2022: Pegaso d’oro per il soggetto, la sceneggiatura e la regia a Davide Cavuti
  - 2022: Pegaso d’oro per la Fotografia a Matteo Veleno
- 2021 – Premio Giornata mondiale del cinema italiano[7] alla Camera dei deputati
  - Davide Cavuti per la regia
  - Massimo Dapporto per l'interpretazione di Ennio Flaiano
- 2021 – Premio Gianni Di Venanzo[8] a Davide Cavuti per la regia